# Daddy's Gonna Pay for Your Crashed Car
"Daddy's Gonna Pay for Your Crashed Car" es una canción de la banda de rock irlandesa U2 y la sexta canción de su álbum de estudio de 1993 Zooropa.

## Composición
"Daddy's Gonna Pay for Your Crashed Car" fue concebido durante las sesiones de Zooropa de la banda a principios de 1993. En ese momento, U2 tenía la intención de hacer Zooropa como un EP, pero rápidamente se convirtió en un álbum completo. Bono describió la escritura de la canción como un tipo de "blues industrial".  La canción comienza con una introducción de muestras de instrumentos de metal de la introducción a una canción popular rusa, "Есть на Волге Утес" ("Hay una roca en el Volga "), interpretada por Alexandrov Ensemble e incluida en una caja Melodiya LP de 1976. titulado Любимые песни Ильича (Canciones favoritas de Lenin ), y MC 900 Ft.  Jesús "The City Sleeps" del álbum de 1991 Bienvenido a mi sueño . Después de que termina la introducción, The Edge y Larry Mullen Jr. comienzan a tocar la guitarra y la batería, respectivamente. Hay momentos de distorsión y retroalimentación a lo largo de la canción, particularmente en la línea de bajo de Adam Clayton . 
Con respecto al tema de la canción, Bono lo describió como una cuestión de dependencia y adicción a la heroína . The Edge, sin embargo, dijo que el significado no tenía la intención de ser una referencia a la heroína sino más bien un comentario sobre la dependencia misma. En una entrevista con Pulse!, explicó, "No tiene que ser sustancias ilegales. Puedes ser adicto a los aplausos, puedes ser adicto a estar en la carretera. Quiero decir, estar en U2 puede ser su propia adicción. Tenemos que reconocer eso. Y hay una parte de eso en la letra. La imagen de Daddy es de benevolencia y en esta canción se tuerce y se convierte en algo de lo que usted depende y de lo que busca apoyo ".

## Recepción
"Daddy's Gonna Pay for Your Crashed Car" (Papá va a pagar por tu auto estrellado) recibió reseñas en su mayoría positivas de parte de los críticos. Parry Gettelman, del Orlando Sentinel, sintió que era una de las mejores canciones de Zooropa . Andy Gill, de The Independent ' elogió la canción como una de las mejores canciones del álbum, señalando su parecido con " Always Crashing in the Same Car " de David Bowie . Allmusic 's Stephen Thomas Erlewine citó 'amenaza silenciosa' de la canción como uno de los aspectos más destacados del álbum. Del mismo modo, Annie Zaleski de The AV Club elogió la canción como "seductora" con "ritmos húmedos que recuerdan los caóticos collages de sonido de Beck ". David Fricke, de Rolling Stone, describió la canción como "una pieza de rock de baile metálico altamente procesada en el estudio basada en un corrosivo bucle de bajo hacia atrás".
En retrospectiva, Flood admite que la canción podría haber sido mejor, y dijo: "Desearía que hubiera sido más, pero como entidad, fue brillante".

## En directo
La canción fue interpretada en directo por el grupo en los últimos 10 conciertos del Zoo TV Tour, pertenecientes a la 5.ª manga, llamada Zoomerang-New Zooland, de 1993. En este momento se ponía en escena el personaje de Bono, "Mr. MacPhisto", el cual aparecía en su camerino dándose los últimos retoques de su maquillaje, y terminaba de vestirse mientras interpretaba la canción. Al acabar la misma, ya en el escenario de nuevo, hacía una llamada telefónica o soltaba un discurso para, a continuación, comenzar a cantar Lemon.
Después, la canción nunca más volvió a tocarse en un concierto.

## En otros medios
La canción se utilizó en la banda sonora de la película de 1996 de Peter Greenaway, The Pillow Book, pero no se incluyó en el CD oficial de la banda sonora.